# ДДТ (группа)
«ДДТ» (DDT) — советская и российская рок-группа, основанная летом 1980 года в Уфе. Лидером группы, автором большинства песен и единственным бессменным участником является Юрий Шевчук.
Название группы происходит от химического вещества Дихлордифенилтрихлорметилметан (в просторечье «Для домашней твари», «Дуст»), которое в виде порошка использовалось при борьбе с вредными насекомыми.
Общеизвестны песни 1980-х годов («Дождь», «Не стреляй!», «Ленинград», «Родина»), 1990-х годов («Что такое осень», «В последнюю осень», «Это всё», «Белая река», «Ветер», «Любовь», «Просвистела», «Метель»), 2000-х годов («Осенняя», «Капитан Колесников»). Основной тематикой творчества группы и её лидера Шевчука является гражданственно-патриотическая лирика, призыв к нравственному самосовершенствованию, отказу от насилия и преодолению ненависти, а также социальная сатира и протест.
Первую половину восьмидесятых группа была подпольной, играла рок-н-ролл, ритм-н-блюз. В 1986 году Шевчук перебрался с семьёй в Ленинград, где был сформирован новый, классический состав «ДДТ», чей успех закрепили выступления на рок-фестивале в Шушарах, V фестивале Ленинградского рок-клуба, в Подольске. Шла перестройка, и «ДДТ» вышла из подполья: на «Мелодии» в 1988 г. выпущен первый официальный альбом «Я получил эту роль» — «Greatest Hits» из песен 1980-х.
По словам Юрия Шевчука, у группы было три глобальных программы: «Чёрный пёс Петербург» — человек и город, «Мир номер ноль» — борьба местоимений и «Иначе» — о жизни и мире. В 1996 и 1997 годах Театром «ДДТ» организованы «Питерские рок-фестивали».

## История

### Уфимский период
В 1980 году в уфимском телецентре познакомились клавишник Владимир Сигачёв и Юрий Шевчук. У Шевчука была группа из трёх человек, которые исполняли политические песни. Сигачёв играл в свадебной группе Геннадия Родина, которая базировалась во Дворце культуры «Авангард» Уфимского агрегатного завода. Сигачёв пригласил Шевчука присоединиться к его группе.
Однако, по словам первого гитариста «ДДТ» Рустэма Асанбаева, впервые Юрия Шевчука привёл в ДК «Авангард» тогдашний руководитель группы Геннадий Родин в конце декабря 1979 года.
Так сложилась новая группа. В её состав вошли Юрий Шевчук, гитарист Рустэм Асанбаев, басист Геннадий Родин, клавишник Владимир Сигачёв и барабанщик Ринат Шамсутдинов. Названия «ДДТ» ещё не было, группа назвалась «ансамбль под управлением Геннадия Родина». Первое пристанище рок-группы было на улице Рихарда Зорге, 42.
В 1980 году в домашних условиях группа записала семь песен, из которых составили первый магнитоальбом (названный «ДДТ-1»).
В начале 1980-х музыканты группы приняты в штат Дворца культуры «Нефтяник», где в 1982 Юрий Шевчук с гитаристом Владимиром Сигачёвым и звукооператором Юрием Федосовым записал свой первый сольный альбом «Я уезжаю» из 29 песен. Репетиционная комната группы находилась в радиоузле под самой крышей здания, и не сохранилась после реконструкции.
За барабанной установкой Шамсутдинова сменил Сергей Пастернаков (в другом источнике — Борис Пустарнаков), а на смену второму пришёл Рустем Каримов.
Весной 1982 года Геннадий Родин принёс вырезку из известной советской газеты, где «Комсомольская правда» объявила конкурс молодых исполнителей «Золотой камертон», суть которого заключалась в развитии патриотических песен СССР. Нужно было отправить три песни: одну — про мир, вторую — аранжировку песни советских композиторов, третью — на усмотрение ансамбля. Победителям была обещана запись дебютного сингла на «Мелодии». В течение последующих трёх дней в страшной спешке на местной телестудии была подготовлена демонстрационная кассета, в которую вошли три композиции: «Инопланетянин», «Чёрное солнце» и «Не стреляй!» и аранжировка песни Юрия Антонова «Всё как прежде». К своему удивлению, музыканты прошли во второй тур. Когда потребовалось название, Владимир Сигачёв предложил «ДДТ», которое и было принято. Песня «Не стреляй!» стала лауреатом конкурса, а самого Шевчука пригласили в Москву для записи композиции «Не стреляй!» на студии «Мелодия». Однако в качестве условий для подписания профессионального контракта от «ДДТ» требовалось исполнение песен официальных советских композиторов на слова официальных советских поэтов. Шевчук от подобных условий отказался, что обозначало уход группы в подполье и работу для небольшого круга знатоков рок-музыки (по другой версии — Шевчук согласился исполнить песню советского композитора и даже демонстрировал потом друзьям фонограмму).
Месяц спустя группа даёт первый концерт в Уфимском нефтяном институте. Организация была плохая, по поддельным билетам прошло очень много человек. Кроме того, местные чиновники, не зная что это за концерт, послали туда два автобуса с немецкими туристами из города Галле, ГДР, которые остались довольны услышанным. С ними приехали люди из КГБ. Музыканты исполнили несколько песен, в том числе «Не стреляй!», «Всё идёт своим чередом», «Кинозвёздный блюз». Поскольку официального запрета на исполнения рок-музыки в то время не было, организаторы отделались выговором.
Тем не менее, в 1982 группа выпускает свой второй магнитоальбом «Свинья на радуге». В музыкальном плане это была не менее экспериментальная работа, чем «ДДТ-1», и хотя хард-роковые тенденции чувствуются достаточно ясно, окончательный выбор стиля ещё не сделан, и в альбоме есть элементы и рок-н-ролла, и блюза, и кантри.
В 1983 году Шевчук и клавишник «ДДТ» Владимир Сигачёв знакомятся с череповецкой группой «Рок-Сентябрь», с тремя музыкантами которой, гитаристом Вячеславом Кобриным, барабанщиком Евгением Белозёровым и басистом Андреем Масленниковым (по мнению Владимира Сигачёва, ритм-секция на этой записи состояла из «кабацких музыкантов», которые не представляли себе, что они играют), записывают магнитоальбом «Компромисс (Монолог в Сайгоне)». Запись происходила в январе 1983 года, остальные музыканты оригинального состава «ДДТ» приехать не смогли. Альбом был записан в стиле хэви-метал. Запись получила большой резонанс. Если после первых работ группы о ней знали только в узких кругах любителей русского рока, то теперь «ДДТ» стала известна более широкой публике.
В мае 1983 года группа с успехом выступила на стадионе «Лужники» (по другой версии — на стадионе «Динамо») в Москве, в программе официально санкционированного трёхдневного фестиваля «Рок за мир», выступление транслировалось по ТВ, однако было вырезано из телепередачи, посвящённой фестивалю. В группе появляется новый барабанщик — Сергей Рудой.
При помощи звукорежиссёра Игоря Верещаки в мае 1984 года в подпольных условиях записывается альбом «Периферия». Владимир Сигачёв, отрепетировавший клавишные партии для альбома, на некоторое время отходит от группы, его заменяет Владислав Сенчилло (по другой версии, «Синчилло» — это прозвище музыканта). После записи альбома «Периферия» у «ДДТ» начались трения с властями; в местной прессе появились разгромные статьи о группе, Юрия Шевчука вызывали в КГБ и угрожали уголовным сроком. Записи «ДДТ» были запрещены к вывозу за рубеж.
Некоторое время Шевчук провёл в Свердловске, где играл с участниками группы «Урфин Джюс». Возрождение «ДДТ» становится задачей Шевчука и вернувшегося Сигачёва. Вместе они работают над новой программой. Группу покидает басист Геннадий Родин. Несмотря ни на что, Шевчук продолжал сочинять песни. К концу 1985 года материал для альбома «Время» был готов, но записать его в Уфе было невозможно. Шевчуку удалось договориться с московской студией; перед отъездом в столицу были устроены репетиции на квартире у нового басиста Нияза Абдюшева. В октябре 1985 года Шевчук, Сигачёв, Абдюшев отправились в Москву. Гитариста в группе не было, его рассчитывали найти в Москве.
В Москве к группе присоединились Сергей Рыженко и Сергей Летов. Гитариста найти не удалось, все гитарные партии в альбоме были сыграны самим Шевчуком. Запись альбома была сопряжена с большими трудностями. Ни с одной студией договориться не удалось, поэтому альбом записывали у друзей в московской квартире. С ударными также возникли проблемы — пришлось использовать драм-машину «Yamaha RX-11».
В ноябре 1985 года Шевчук переезжает вместе с женой, сыном и матерью в Ленинград, где начинает собирать новый состав «ДДТ». Он звал с собой и других музыкантов.

«Меня часто спрашивают, почему я не поехал в Питер с Шевчуком. Тогда ведь ещё никто не знал, что система рухнет и всё станет можно. Я думал, зачем шарахаться по подвалам? А Юрка не думал ни о чём, ему надо было творить <…> Говорил нам: „Что, Ван Гог переживал о том, как будут продаваться его картины? Нет, он писал и не думал о материальном. Так и надо: творите, а там уж как повезёт“. Юрка — человек самозабвенный, одержимый, ему тоже было ничего не надо: только творить».— Рустэм Асанбаев, «По „следам“ легенд уфимского рок-н-ролла»

### Ленинградский период
Летом 1986 года на Ленинградском телевидении для музыкальной программы «Встречи в субботний вечер» снят первый видеоклип на песню «Дождь».
Дебют нового состава состоялся 23 января 1987 года на сцене Ленинградского Рок-клуба на концерте, посвящённом памяти Георгия Ордановского. В составе «ДДТ» на этом концерте играли: Юрий Шевчук, Владимир Сигачёв, Сергей Летов, гитарист Андрей «Худой» Васильев, басист Вадим Курылёв и барабанщик Игорь Доценко. В апреле к группе присоединился гитарист и скрипач Никита Зайцев, в мае коллектив выступает на фестивале «Рок-Нива-87». Свои ранние композиции Шевчук писал под влиянием советских бардов — Высоцкого, Окуджавы и Галича, а также русских поэтов Серебряного века — Мандельштама, Есенина. В основе произведений Шевчука — гражданственно-патриотическая лирика, призыв к самосовершенствованию, отказу от насилия и преодолению ненависти.
«ДДТ» показывает свою концертную программу на V фестивале Ленинградского рок-клуба в июне 1987 года (выступая предпоследней, перед «Аквариумом») и становится его главным открытием. В том же месяце группа становится лауреатом рок-фестиваля «Подмосковные вечера». На выступлении «ДДТ» на подольском фестивале состав усилился клавишником Андреем Муратовым (отыгравшим на фестивале также в качестве участника «Зоопарка») и гитаристом Александром Бровко. По воспоминаниям Муратова, несмотря на то, что шёл проливной дождь, Шевчука било током и пару раз взрывался усилитель, группа блестяще отыграла свои 25 минут. Подольск-87 становится последним концертом «ДДТ» с Владимиром Сигачёвым — он уезжает в Москву, где собирает свою группу «Небо и земля».
Для записи альбома «Я получил эту роль» был приглашён джазовый саксофонист Михаил «Дядя Миша» Чернов, ставший вскоре постоянным участником. Альбом был выпущен на виниле и разошёлся тиражом в два с половиной миллиона экземпляров. Летом 1988 года группа выступила на VI Ленинградском фестивале и отправилась в первый концертный тур по стране.
В конце восьмидесятых группа много гастролировала по стране и за рубежом. Вместе с «Алисой» выступала на рок-фестивале в Венгрии в 1989 году, в 1990-м — в театре Palladium (Лос-Анджелес, США) и на «EXPO-90» (Осака, Япония). В 1990 году записывается альбом «Оттепель», в который вошла концертная программа 1987—1988 годов.
Популярность того периода отчасти была обеспечена программой «Взгляд». Сергей Ломакин в газете «Музыкальная правда» вспоминал:
«Взгляд» эксплуатировал закономерный интерес публики к социальному року. И показал массовой публике лучшие команды: «ДДТ», «Nautilus Pompilius», «Кино». Это была настоящая гражданская поэзия, и мы пробили этой музыкой брешь в цензурной стене. Параллельно с нами и с нашей помощью на музыкальные площадки страны прорывались подпольные музыканты. На так называемой «большой» планёрке в Останкино один из музыкальных редакторов однажды сказал: «Огромное спасибо „Взгляду“ за то, что он открыл стране советский рок». Бутусов, Цой, Шевчук — это литература неравнодушных людей. Тогда музыка делала революцию...

### 1990-е годы
В 1990 году записывается концертный фильм «Старая дорога», посвящённый десятилетию группы и показанный по Ленинградскому телевидению. В это же время Юрий Шевчук начинает критиковать занимающую концертные площадки страны «попсу» как коммерческое и бездуховное музыкальное направление.
В течение 1991 года идёт напряжённая работа над альбомом «Пластун», основу которого составляли песни второй концертной программы «питерского периода». Несмотря на то, что некоторые участники группы считали «Пластун» одним из наиболее сильных альбомов «ДДТ», Шевчук не даёт ему «зелёный свет», и запись выходит лишь в 1995 году.
Весной 1992 года группа выпускает альбом «Актриса Весна». Композиции «Дождь», «В последнюю осень», «Родина» становятся «визитной карточкой» группы, а песня «Что такое осень» — по-настоящему народной. Настроение альбома, его название и основные музыкальные и поэтические идеи отразили перелом в творчестве ДДТ, произошедший в начале 1990-х годов; группа отходит от протестных ритм-энд-блюзовых композиций 1980-х годов («Мальчик-слепой», «Революция», «Пластун» и др.), многочисленные концерты уступают место редким, но проработанным концертным шоу с элементами театральной режиссуры. Юрий Шевчук становится более требователен к себе как к автору, устанавливает в группе сухой закон, завязывает «со всякой ерундой, которая сопутствует рок-н-рольной жизни», активно занимается спортом.
К концу 1992 года «ДДТ» подготовила концептуальную программу «Чёрный пёс Петербург», с которой дала всего 12 концертов — по три в Москве, Петербурге, Минске и Киеве (декабрь 1992 — январь 1993). Планировались также выступления в Уфе, но из-за финансовых проблем они не состоялись.
27 мая 1993 года, в день рождения Санкт-Петербурга, «ДДТ» дали бесплатный концерт на Дворцовой площади, на котором присутствовало около 120 000 человек. Летом 1993 года группа приняла участие в рок-фестивале «Белые Ночи Санкт-Петербурга», а осенью была удостоена музыкальной премии «Овация» как лучшая рок-группа года, а сам Шевчук удостоился титула «Лучший рок-певец года».
Следующий альбом ДДТ предполагали сделать двойным, но из-за напряжённой обстановки в группе, ротаций в составе и непростых событий в стране новая программа осталась незавершённой. В 1994 году вышел альбом «Это всё…», заглавная песня с которого вошла в саундтрек сериала «Русский транзит» и долгое время закрывала концерты ДДТ. В работе над альбомом принимало участие большое количество музыкантов — больше, чем когда-либо ранее в истории группы, — благодаря этому материал диска сумел вместить в себя различные стили и музыкальные идеи.
В январе 1995 года Шевчук отправился с миротворческой миссией в район военных действий в Чечне, где дал около пятидесяти концертов для российских военных, а в октябре 1996 года «ДДТ» всем составом дали концерты в Грозном, Ханкале и в аэропорту «Северный», на которых присутствовали представители обеих противоборствующих сторон (недоступная ссылка с 04-04-2015 [3785 дней]).
25 июня 1995 года, в честь 15-летия группы, «ДДТ» дали концерт в Питере на стадионе «Петровский», который посетило несколько десятков тысяч человек. Концерт впоследствии был издан на видеоносителях под названием «От и до». После этого группа отправляется в большой тур с аналогичным названием.
В феврале-марте 1996 года «ДДТ» работали в США на студии Long View Farm над своим следующим альбомом «Любовь». Заглавная песня альбома стала одной из наиболее знаковых композиций группы в 1990-х годах, а видеоклип к ней долго не сходил с телеэкранов. К группе присоединяются басист Игорь Тихомиров (экс-«Кино») и клавишник Дмитрий Галицкий.
23 июня 1996 на стадионе «Петровский» Театр «ДДТ» организовал свой первый фестиваль, прошедший под девизом «Наполним небо добротой». Участие в нём, помимо «ДДТ», приняли «Алиса», «АукцЫон», «НЭП», «Аркестр Ау», «Странные игры», Настя Полева, «Рикошет», «Ва-Банкъ», «Фронт» и «Tequilajazzz», каждая из которых, по идее организаторов, представляла слушателям двух-трёх молодых или малоизвестных исполнителей, многие из которых («S.P.O.R.T.», «Пилот», «Сплин», «Король и Шут», «КС» и т. д.) впоследствии сами стали известными группами.
В июле 1996 года на замену ушедшему клавишнику приходит Константин «Кот» Шумайлов, начинавший в группах «Кошкин дом», «Стиль» и «Телевизор».
Второй рок-фестиваль Театра «ДДТ» прошёл 6—8 июня 1997 года во Дворце спорта «Юбилейный», Санкт-Петербург. Основное время предоставлялось молодым коллективам из России и стран ближнего и дальнего зарубежья; хедлайнерами фестиваля выступили «ДДТ», «Алиса» и «Чайф».
В 1997 году выходит альбом «Рождённый в СССР», составленный из доработанной концертной программы 1994 года и нескольких новых композиций. Заглавная песня альбома вошла в саундтрек фильма «Кто, если не мы». Помимо этого, осенью 1997 года Юрий Шевчук выступает в Москве и Петербурге с сольной программой; аудиоматериал тех концертов лёг в основу двойного альбома «Два концерта. Акустика».
В мае 1998 года группа представила новую концептуальную программу «Мир номер ноль», удивив поклонников новым, индустриальным звучанием и широким использованием компьютерных технологий. Из-за неприятия нового направления из группы уходит гитарист Андрей Васильев. Курылёв меняет бас-гитару на соло, новым бас-гитаристом группы становится Павел Борисов.
25 мая 1999 года на основе одноимённой индустриальной программы выходит альбом «Мир номер ноль». Альбом записывался в 1998 году и планировался двойным, однако из-за кризиса и наступивших в группе перемен вышел одинарным и с опозданием на год. В мае 1999 года группа представила концертную программу «Живой», а также продолжает выступать с программой «Мир номер ноль». В октябре 1999 года ДДТ едет в первый серьёзный тур по США (Нью-Йорк, Вашингтон, Бостон, Чикаго, Лос-Анджелес, Сан-Франциско). В этом же году Шевчук даёт концерты в Югославии в защиту её целостности, выступает с критикой в адрес США, снимает репортажи для ЮНЕСКО об уничтоженных православных храмах в Косово.
В интервью журналу Fuzz Шевчук отметил, что 1990-е годы были крайне важным и насыщенным периодом жизни и творчества как для ДДТ, так и для него лично, и что на всём протяжении 1990-х годов он менялся из «честного, но несколько плакатного бунтаря» в лирика, однако не все понимают и принимают эту перемену.

Зал кричал: «Осень!», а я: «Ребята! Послушайте стихи…» Кайф просто. То есть некое насилие над залом мы устраивали, но оно было необходимо. Необходимо было не идти за залом, не петь то, что хочет он. Потому что я понимаю, что если начну это делать, то от меня очень скоро ничего не останется, кроме очков, бороды и пустоты между ними. Поэтому всегда нужно своё что-то тащить…
— Юрий Шевчук, интервью журналу Fuzz, 2002 год

### 2000-е годы
Весной 2000 года в группу приходит джазовый трубач Иван Васильев. В том же 2000 году вышел альбом «Метель августа», «более лиричный, литературный», чем его предшественник. 23 августа умирает скрипач и гитарист группы Никита Зайцев.
Осенью ДДТ начинает готовить новую концертную программу «20:00», посвящённую двадцатилетию группы, и презентует её 1 ноября в петербургском Ледовом дворце. В праздновании приняла участие балетная труппа череповецкого Русского национального театра, показавшая рок-балет на музыку ДДТ, а вместе с группой сыграли музыканты предыдущих составов — Асанбаев, Абдюшев, Муратов, а также Рудой, Летов и Сенчилло.
24 февраля 2001 ДДТ вместе с «Алисой» и В. Бутусовым отыграли концерт под названием «Три дороги», летом группа даёт концерт у Брестской крепости и с успехом выступает на фестивале «Нашествие». В середине 2001 года компания Grand Records переиздаёт на пятнадцати компакт-дисках ранее вышедшие альбомы, причём каждый альбом дополняется бонус-треками.
В середине октября 2001 «ДДТ» приступили к репетициям новой программы и записи нового альбома с ориентировочным названием «Единочество». 3 декабря 2001 года состоялась петербургская премьера «Единочества» в СК «Юбилейном» и собрала, по разным оценкам, от шести до семи тысяч зрителей. На премьере «Единочества» в Москве Вадим Курылёв, который ещё в 1995 году сменил бас на соло-гитару, исполнил несколько песен собственного сочинения. Это было одно из последних его концертных выступлений в составе ДДТ; концерт был издан на двух дисках с названиями «Город без окон. Вход» и «Город без окон. Выход». 5 декабря «ДДТ» отбыли в своё третье американское турне, которое охватило три города в Канаде и четыре в США.
В ноябре 2002 года увидел свет новый альбом «Единочество. Часть I». На песню «Осенняя» был снят видеоклип, также песня вошла в саундтрек к телесериалу «Ледниковый период». 27 мая 2003 года, ровно через полгода после выхода первой части «Единочества», вышла вторая — «Единочество. Часть II. Живой». Во время записи альбома группу покидает гитарист Вадим Курылёв, на его место приходит Алексей Федичев.
В апреле 2005 года группа ДДТ выпускает альбом «Пропавший без вести» и отправляется в концертный тур в поддержку альбома и в честь собственного двадцатипятилетия. Во время тура «Пропавший без вести» были даны 47 концертов по городам России, Украины, Белоруссии, Германии, Израиля и Великобритании. Есть версия, что альбом «Пропавший без вести» посвящён бывшему участнику группы Владимиру Сигачёву, о котором ничего не известно с 1993 года.
В 2006 году группа начинает готовить запись очередного альбома и практически останавливает концертную деятельность, выступая лишь по особым случаям.
19 апреля 2007 года выходит новый альбом группы под названием «Прекрасная любовь», представляющий собой сборник старых и новых песен, которые исполнялись Юрием Шевчуком сольно, под гитару, и, за исключением некоторых песен, не издавались ранее в студийных версиях. 5 мая 2007 года группа дала акустический концерт на камерной площадке в Доме-музее Булата Окуджавы, в котором прозвучали песни из альбома, одноимённую заглавную композицию из которого Шевчук исполнил Окуджаве при личной встрече в 1995 году.
В январе 2008 года «ДДТ» выступает с серией из пяти концертов в городах США и Канады (Лос-Анджелес, Сан-Франциско, Торонто, Чикаго, Нью-Йорк). 3 марта 2008 года Юрий Шевчук выступил с речью на акции протеста против результатов выборов «Марша несогласных» в Санкт-Петербурге.
С апреля по июль 2008 года при информационной поддержке Русской православной церкви группа играла миссионерский тур по городам Украины в честь 1020-летия Крещения Руси. На разогреве у «ДДТ» выступали украинские группы «Скай» и «Братья Карамазовы», а известный тогда миссионер диакон (ныне бывший) Андрей Кураев читал проповеди, обращённые к молодым поклонникам петербургского коллектива. Главным концертом тура стало выступление в Киеве на Спивочем поле, которое собрало более ста тысяч зрителей.
24 и 26 сентября 2008 года «ДДТ» выступали с программой «Не стреляй!» в Москве и Санкт-Петербурге соответственно. Концерты были посвящены жертвам локальных войн последних десятилетий. Вместе с «ДДТ» выступили коллективы из Грузии и Южной Осетии, группа «Братья Карамазовы», а также диакон Андрей Кураев, который произнёс пятиминутную проповедь. Часть собранных от выступления средств была направлена жертвам боёв в Грузии. Концерт в Петербурге был снят петербургским Пятым каналом и показан 4 ноября 2008 года. Показ концерта не прерывался рекламой.
Летом 2009 вышла книга Юрия Шевчука «Сольник». 7 июня 2009 года «ДДТ» презентовали свою новую программу в Нарвской крепости (Эстония) рядом с эстоно-российской границей. 12 июня 2009 года группа выступила на фестивале «Рок над Волгой» в Самаре, 27 июня — на международном музыкальном фестивале «Сотворение мира» в Казани. 2 сентября 2009 года «ДДТ» выступила на площади ВВЦ; в ходе концерта музыканты протестовали против разрушения исторических зданий в Москве.

### 2010-е годы
16 января 2010 года «ДДТ» выступила в СК «Юбилейный» с благотворительным концертом в поддержку реабилитационного центра «Дом надежды на горе». 29 мая группа приняла участие в благотворительном вечере в Михайловском театре, посвящённом сбору средств в поддержку онкологически больных детей. После этого концерта состоялась неформальная встреча участников концерта с премьер-министром Владимиром Путиным, на которой Юрий Шевчук вступил в полемику с премьером. Это событие громко освещалось в СМИ, в том числе и зарубежных.
В июне 2010 года в блоге клавишника Константина Шумайлова появилась информация об уходе из группы барабанщика Игоря Доценко, проработавшего в составе коллектива двадцать четыре года. Мысли об уходе из ДДТ посещали Доценко с лета 2002 года — после ухода Вадима Курылёва, с которым Игоря связывала тесная дружба. С осени 2010 года Доценко возобновил музыкальную карьеру в группе Чиж & Co. 27 июня на фестивале «Окна открой» группа впервые представила нового барабанщика Артёма Мамая. 29 сентября 2010 года состоялся последний концерт с участием Михаила Чернова. На официальном сайте ДДТ Михаил Чернов обратился к поклонникам группы «ДДТ» и представителям СМИ: «Друзья, я чётко выразил свою мысль по поводу моего ухода из группы. Я не видел и не слышал себя в новой электронной программе. Я считаю, что своим уходом даю возможность совершенствоваться группе, не тормозить её развитие. Что касается гражданской позиции Юрия, я целиком и полностью её поддерживаю. Юрий был и остаётся для меня великим поэтом и моим другом.»
25 августа 2010 Юрий Шевчук спел дуэтом с вокалистом группы U2 Боно композицию «Knocking on Heaven’s Door» на сцене БСА Лужники.
4 сентября 2010 года на благотворительном концерте в Красноярске состоялось первое выступление «ДДТ» с новой бэк-вокалисткой Алёной Романовой из московской группы Zventa-Sventana. 17 октября на концерте в Великом Новгороде вместе с группой выступал тромбонист «Markscheider Kunst» Антон Вишняков. Антон вместе с Алёной Романовой впоследствии стали постоянными участниками группы.
27 октября 2010 года группа представила в таллинском Saku Suurhall песни из нового двойного альбома, выход которого был запланирован в 2011 году. 10 ноября группа дала концерт в честь «Последнего дня милиции». 19 декабря на петербургском «Пятом канале» был продемонстрирован концерт-выступление ДДТ на фестивале «Нашествие-2010».
Весной 2011 года состоялась акустическая концертная программа «Сольник» в городах Украины и России. Тогда же появилась информация об уходе бас-гитариста Павла Борисова. Первое выступление с новым басистом, Романом Невелевым, состоялось 21 апреля 2011 года на онлайн-концерте ДДТ в поддержку Дома на горе. В конце весны 2011 года группа проехала с гастрольным туром по югу России. В октябре 2011 года состоялся выход нового номерного альбома под названием «Иначе», в поддержку которого начался масштабный гастрольный тур по России и за рубежом.
В 2012 году вышел фильм-концерт о ДДТ под названием «Небо под сердцем», в который вошло выступление группы 9 ноября в спорткомплексе «Олимпийский», а также закулисные съёмки. В июне 2012 года принимали участие в рок-фестивале «The Best City Ua», проводившемся в Днепропетровской области. В декабре 2012 года выходит видеоклип к песне «Где мы летим» при участии Чулпан Хаматовой.
В мае 2013 года прошли гастроли группы в Германии: 8 мая — с концертной программой Сольник в берлинском зале «Tempodrom» и 11 мая — с программой Иначе в Гругахалле (Grugahalle) в Эссене. Концерт в Эссене был впоследствии издан на CD и DVD под названием Live in Essen.
В марте 2014 года группу покинул Иван Васильев, решивший сосредоточиться на собственном проекте — Acoustic Band. Последний концерт с его участием состоялся в Калининграде 12 марта 2014 года.
16 мая 2014 года в Интернете появился новый альбом «Прозрачный». Для группы это был первый опыт работы в жанре инди-рок. В марте 2015 года был анонсирован фильм-концерт на основе концерта 26 марта 2015 года в Минске с программой «Прозрачный».
7 декабря 2014 года скончался бывший барабанщик группы Игорь Доценко. 13 декабря 2014 года на центральном концерте программы «/Прозрачный/ и другие песни» ему были посвящены песни «Ветер» и «Конёк-Горбунок». В октябре 2014 года музыканты группы, отдельно от Юрия Шевчука, создали собственный проект «АЛЁNА».
26 октября 2015 года, на концерте, посвящённом дню рождения арт-центра «Пушкинская, 10» были представлены новые песни группы, одна из которых («Русская весна») стала одной из самых обсуждаемых в новостях и социальных сетях. В песне присутствует острая критика власти, хотя в 2014 году группа перечислила 500 000 рублей в «Фонд Доктора Лизы» с целью помочь людям в Донецке и Луганске. 31 декабря 2015 года на официальных страницах ДДТ было размещено видеопоздравление с Новым годом вместе с клипом на новую антивоенную песню «Третья мировая».
30 сентября 2016 года в Мурманске прошла презентация концертной программы «История звука», в которую вошли песни разных лет, в том числе давно не исполнявшиеся на концертах. В поддержку турне был составлен одноимённый сборник (составленный из 37 композиций в честь 37-летней истории коллектива), распространяемый только на концертах. В сборник вошла новая песня «Любовь не пропала».
Планировалось переиздание нескольких номерных альбомов на CD и на LP, а также шла подготовка к записи нового альбома, выход которого был запланирован весной 2018 года.
9 июня 2018 года вышел новый альбом под названием «Галя ходи». В августе 2018 года вышел клип на песню «Уездный город» (режиссёр — Вячеслав Росс).
В конце 2019 года ДДТ анонсировала масштабный гастрольный тур, посвящённый 40-летию группы. Начало концертов было запланировано на март 2020 года.

### 2020-е годы
В марте 2020 года вторым гитаристом группы становится Павел Додонов. Шевчук объяснил, что давно хотел сделать программу с двумя гитаристами для усиления риффов, жёсткости и импровизации, чтобы сыграть старые песни: «Мальчик-слепой», «Четыре окна», «Расстреляли рассветами», «Русский рок», «Российское танго» в новом формате. За видеоряд вновь отвечает Алексей Сай, работавший над концертами «Иначе».
Несмотря на пандемию коронавируса в России, ДДТ решили не отменять юбилейный тур, однако все концерты, запланированные на весну — начало лета, были перенесены на другие даты. 7 августа 2020 года группа опубликовала лайв-видео песни «Ты не один» в поддержку митингующих жителей Хабаровска; таким образом Шевчук ответил на приглашение последних посетить город и сыграть на гитаре, не имея возможности приехать лично. Единственный живой концерт в 2020 году ДДТ дали в Уфе 11 октября, в День республики Башкортостан, выложив запись на своём официальном канале
18 сентября 2020 года была опубликована отреставрированная версия фильма-концерта «Старая дорога». Выступление проходило во дворце спорта «Крылья советов» в 1989 году. Также стало известно об участии «ДДТ» в трибьюте группе «Сектор газа». Музыканты исполнили песню «Ночь перед рождеством».
15 мая, накануне 63-го дня рождения Юрия Шевчука, группа выпустила сатирический клип на песню «Злой дядя». 5 октября 2020 года группа выпустила клип на песню «Пруст», которая, предположительно, войдёт в её новый студийный альбом. 20 октября 2020 года вышел клип «Доктор Лиза», приуроченный к одноимённому фильму, поступившему в прокат 22 октября 2020 года. 3 декабря 2020 года состоялась премьера клипа на песню «2020»; съёмки видео проходили в Ленинградской области в конце сентября.
15 февраля 2021 года группа на своём официальном youtube-канале опубликовала видеоверсию концерта в Екатеринбурге 2013 года, на котором была сыграна акустическая программа «Сольник».
В январе 2022 года группа объявила, что собрала 25 млн рублей на краудфандинговой платформе Planeta.ru на выпуск нового альбома «Творчество в пустоте».
1 июня 2022 года стало известно, что концерт в Москве, посвящённый сорокалетию коллектива, который должен был состояться 10 июня, перенесён на 17 июня 2023 года, так как мэрия Москвы не дала разрешения на концерт. Организаторам не удалось согласовать мероприятие с департаментом региональной безопасности. Последующие концерты также были перенесены чиновниками под различными предлогами. Только в конце августа 2023 года, после долгого перерыва, ДДТ сыграли на фестивале Family Rock Fest в Казахстане, а в октябре планировались концерты в Сербии и на Кипре, выступление в Израиле было перенесено из-за вторжения ХАМАС, кроме того, у Шевчука случился инфаркт, лечение продлилось до середины декабря 2023 года. Гастрольная деятельность возобновилась в январе 2024 года, ДДТ приехали в Софию и Белград.
Басист группы Роман Невелев принял участие в сайд-проекте — записи концертного альбома коллектива «Горшенёв» с симфоническим оркестром «Кукрыниксы. Наследие», вышедшего 19 апреля 2024 года и основанного на репертуаре одноимённой группы.

## Состав

### Текущий состав
- Юрий Шевчук — вокал, акустическая гитара, 12-струнная гитара, гитара, стихи, основные музыкальные темы (1980 — наши дни)
- Константин Шумайлов — клавишные, семплеры, программирование, бэк-вокал (1996 — наши дни)
- Алексей Федичев — соло-гитара, мандолина, укулеле, бэк-вокал (2003 — наши дни)
- Артём Мамай — ударные, вибрафон, бас-гитара, клавишные (2010 — наши дни)
- Антон Вишняков — тромбон, бэк-вокал, бубен, шейкер (2010 — наши дни)
- Алёна Романова — бэк-вокал, голос, вокализ, калюка (2010 — наши дни)
- Роман Невелев — бас-гитара (2011 — наши дни)

### Акустика
Трио существует для акустических мероприятий формата «квартирник», а также для сольных концертов Юрия Юлиановича. Яркий пример такого формата — «Нашествие-2016», «Квартирник у Маргулиса» 2017 года, а также, например концерт в Петербурге 19 ноября 2019 года,
Концерт в Уфе 18 мая 2022 года — «Акустический Блок»
- Юрий Шевчук — акустическая гитара, 12-струнная гитара, стихи, голос, вокал
- Алексей Федичев — соло-гитара, акустическая гитара, мандолина
- Артём Мамай — барабаны, семплы, клавишные, перкуссия и бас-гитара
- Игорь Тихомиров — звук

### Технический персонал
- Игорь Тихомиров, Максим Кравцов — звукорежиссёры
- Александр Бровко — видеохудожник, директор фонда поддержки творческих инициатив «ДДТ»
- Андрей Дудко — звук на сцене
- Андрей Луканин — свет
- Александр Кравченко — техник
- Александр Тимошенко — директор
- Вячеслав Ортюков — администратор

### Бывшие участники группы
- Ринат Шамсутдинов — ударные (1979—1980)
- Рустэм Асанбаев — гитара (1979—1983, умер в 2016)
- Геннадий Родин — бас-гитара (1979—1984)
- Владимир Сигачёв — клавишные (1979—1987, пропал без вести после 1993)
- Рустем Каримов — ударные (1981—1983)
- Нияз Абдюшев — бас-гитара (1984—1986)
- Сергей Рудой — ударные (1984—1986)
- Сергей Летов — саксофон (1985—1987)
- Сергей Рыженко — гитара, скрипка, клавишные, блокфлейта (1985, 1994—1995)
- Андрей Васильев — гитара (1986—1998)
- Вадим Курылёв — гитара, бас-гитара, блокфлейта, гармоника, аккордеон, орган (1986—2002)
- Игорь Доценко — ударные (1986—2010, умер в 2014)
- Никита Зайцев — гитара, скрипка (1987—2000, умер в 2000)
- Андрей Муратов — клавишные, орган (1987—1993)
- Артур Овсепян — гитара (1994—1995, 1997)[110]
- Игорь Тихомиров — бас-гитара, ситар (1995—1998)[111]
- Михаил Чернов — саксофон, флейта, бас-кларнет, свирель, курай (1988—2010)
- Павел Борисов — бас-гитара, контрабас (1998—2011)
- Иван Васильев — труба (1999—2014)
- Павел Додонов — гитара (2020—2023)

### Бывшие сессионные участники группы
| - Сергей Пастернаков — ударные (1981) - Андрей Масленников — бас-гитара, вокал (1983) - Вячеслав Кобрин — гитара (1983) - Евгений Белозеров — ударные (1983) - Владислав Синчилло — клавишные (1984) - Рустем Ризванов — гитара (1984, 1992) - Александр Бровко — гитара, ударные, мандолина, губная гармоника (1987—2003) - Александр Ляпин — гитара (1988, 1992—1993) - Дмитрий Евдомаха — ударные (1992) - Александр Беренсон — флюгельгорн (1992) - Яков Солодкий — перкуссия (1992—1993) - Андрей Шепелёв — добро (1992, 2005) - Игорь Тихомиров — бас-гитара, ситар (1992, 1995—1996, 1998—1999) - Анатолий Крупнов — бас-гитара (1993, умер в 1997) - Марина Капуро — вокал (1994) | - Татьяна Капуро — вокал (1994) - Дмитрий Галицкий — клавишные, орган (1995—1996) - Дмитрий Горелов — ударные (1995—1996) - Игорь Сорокин — вокал, орган, клавишные (1997—1999) - Илья Луштак — гитара (2003) - Татьяна Кочергина — вокал (2003—2008) - Ольга Черникова — вокал (2003—2008) - Игорь Балакирев — вокал (2011) - Герман Бишуля — скрипка (2011) - Сергей Ломовский — скрипка (2011) - Андрей Усов — альт (2011) - Николай Солонович — виолончель (2011) - Кирилл Бубякин — тенор-саксофон (2011) - Сергей Богданов — баритон-саксофон (2011) |

## Дискография
Студийные альбомы:
- 1982 — Свинья на радуге (пробная запись «ДДТ-1», 1981)
- 1983 — Компромисс
- 1984 — Периферия
- 1985 — Время
- 1988 — Я получил эту роль
- 1990 — Оттепель
- 1991 — Пластун
- 1992 — Актриса Весна
- 1994 — Это всё…
- 1996 — Любовь
- 1997 — Рождённый в СССР
- 1999 — Мир номер ноль
- 2000 — Метель августа
- 2002 — Единочество. Часть 1: Мама это рок-н-ролл?
- 2003 — Единочество. Часть 2: Живой
- 2005 — Пропавший без вести
- 2007 — Прекрасная любовь
- 2011 — Иначе
- 2014 — Прозрачный
- 2018 — Галя ходи
- 2021 — Творчество в пустоте
- 2022 — Творчество в пустоте 2

## ДДТ в фильмах
Хронологический список фильмов, где ДДТ и Юрий Шевчук сыграли ту или иную роль:
- 1986 — Я получил эту роль
- 1987 — Рок
- 1988 — Игра с неизвестным
- 1990 — Старая дорога (фильм-концерт к десятилетию группы, режиссёр Сергей Морозов)
- 1990 — Город
- 1990 — Духов день
- 1992 — Лимита
- 1994 — Русский транзит
- 2002 — Вовочка
- 2002 — Время ДДТ — документальный фильм о ДДТ
- 2002 — Ледниковый период — телесериал
- 2005 — Атаман — телесериал
- 2007 — Антонина обернулась
- 2008 — Батюшка
- 2011 — Жила-была одна баба
- 2012 — Небо под сердцем — фильм-концерт

## Фильмы с саундтреком ДДТ
- Караул
- Винт (1993)
- Махно
- Публикация
- Ночь длинных ножей
- Опыты о гражданской войне
- Русский транзит
- Кто, если не мы
- Бременские музыканты & Co
- Ледниковый период
- Дальнобойщики 2
- Господа офицеры
- Антонина обернулась
- Поцелуй бабочки
- Вовочка
- Группа ZETA
- Отставник
- Батюшка
- Азазель
- Александр Македонский. Киллер мафии
- Одиночка (2010)
- Ключ Саламандры
- Generation П
- Белая стрела. Возмездие
- Тренер

В фильме «Брат 2» группа не участвовала, хотя главный герой Данила Багров упоминает группу в беседе с другими героями картины, а плакаты группы «ДДТ» несколько раз встречаются в оформлении сцен.